# Michael Garicoits
Michael Garicoits (Garicoïts) (15. travnja 1797. – 14. svibnja 1863.) bio je francusko-baskijski svetac. Za svećenika je zaređen u Bajoni u prosincu 1823., a suzbijao je jansenizam u svojoj župi Cambo.

## Život
Michael Garicoits bio je Bask, iz francuske regije Pireneja. Rođen je na 15. travnja 1797 u zaseoku Ibarre nedaleko od španjolske granice. On je bio najstariji od šestero djece u obitelji koja je ostala vjerna Crkvi u Rimu tijekom progona u razdoblju revolucije.
Kao dječak, Michael bi molio i pjevati himne dok je čuvao stoku. U dobi od 13 godina bio je poslan kao sluga na drugu farmu u Oneix. Tamo je primio svoju prvu pričest u nedjelju 9. lipnja 1811., na blagdan Svetog Trojstva. Nakon što je odlučio da želi postati svećenik, krenuo je u školu u Saint-Palais, studirao latinski i francuski uz svijeće do kasno u noć.
Garicoits je ušao u niže sjemenište u Aire-sur-Adour a kasnije u glavno sjemenište u Daxu. Dok je još bio student, zamolili su ga da podučava na juniorskom sjemeništu na Larressoreu. Zaređen je za svećenika 20. prosinca 1823 u katedrali u Bajoni.

Imenovan je kapelanom u grad Cambo nedaleko od Bajone. Nakon dvije godine službe kao kapelan u Cambu fra Michael je poslan Betharram na studij filozofije.
Sv. Michael Garicoits umro je u ranim jutarnjim satima 14. svibnja 1863. Njegov blagdan je 14. svibnja.

## Braća Betharram
Betharram, u podnožju Pirineja, te oko 12 kiilometara od Lourdesa je mjesto drevnog Gospinog svetišta. Godine 1833. biskup je zatvorio sjemenište u Betharrama i fra Michael je ostavljen da se brine za svetište i brojne hodočasnicima. To je omogućilo Michaelu ispunjenje sna,  početak Družbe svećenika i braće. Zadatak ove kongregacije, koja je posvećena Presvetom Srcu Isusovu, bio je evangelizirati ljude kroz misije i poučavati mlade. Društvo svećenika Srca Isusova iz Betharrama dobila je službeno odobrenje od pape nakon njegove smrti.